# Mohamed Jaoua
Mohamed Jaoua, né le 19 avril 1952 à Sfax, est un mathématicien tunisien. Il est fondateur de l'Institut préparatoire aux études scientifiques et techniques et de l'École polytechnique de Tunisie, institutions qu'il dirige de 1991 à 1995.

## Biographie

### Formation
En 1974, Mohamed Jaoua obtient une maîtrise de mathématiques à la faculté des sciences de Tunis, avant de décrocher, l'année suivante, un DEA d'analyse numérique à l'université Pierre-et-Marie-Curie. Dans cette université, il obtient, en 1977, un doctorat de troisième cycle de mathématiques appliquées, puis, en 1983, un doctorat ès-sciences mathématiques. En parallèle, de 1974 à 1983, Jaoua est chercheur à l'Institut national de recherche en informatique et en automatique (INRIA) et au Centre de mathématiques appliquées de l'École polytechnique à Palaiseau. En 1983, il devient maître de conférences à l'École nationale d'ingénieurs de Tunis (ENIT).

### Carrière
De 1989 à 1992, il dirige le Centre de calcul El Khawarizmi. Dans le cadre de la réforme de l'enseignement supérieur voulue par Mohamed Charfi, alors ministre de l'Éducation nationale, de l'Enseignement supérieur et de la Recherche scientifique, Jaoua fonde, en 1991, l'Institut préparatoire aux études scientifiques et techniques et l'École polytechnique de Tunisie, institutions qu'il dirige jusqu'en 1995.
De retour à l'ENIT en 1995, il y fonde, en 1997, le Laboratoire de modélisation mathématique et numérique dans les sciences de l'ingénieur (LAMSIN), qui est très vite reconnu comme un pôle majeur de recherche dans cette discipline au Maghreb et dans le bassin méditerranéen et qui est parmi les premiers laboratoires reconnus par le secrétariat d'État à la Recherche scientifique et technique en 1999. Le LAMSIN est associé à l'INRIA en 2000 et au Centre national de la recherche scientifique en 2009 ; il est également reconnu « Pôle d'excellence régional » par l'Agence universitaire de la Francophonie en 2003 et abrite, en 2002, la chaire Unesco « Mathématiques et développement », dont Mohamed Jaoua est titulaire. Il a présidé le Centre international de mathématiques pures et appliquées de 2001 à 2004.
En 2003, il co-fonde avec Tahar Ben Lakhdar et Naceur Ammar l'École supérieure privée d'ingénierie et de technologie de Tunis (ESPRIT), avec une équipe d'universitaires et d'ingénieurs. Il est par la suite appelé par l'université Nice-Sophia-Antipolis pour mettre en place une formation d’ingénieur en mathématiques appliquées et modélisation dans son École polytechnique créée en 2005. Il dirige à la fois cette formation et le département qui l’abrite jusqu’en 2009, date à laquelle il devient responsable scientifique de la zone Afrique et Moyen-Orient à la direction des relations internationales de l'INRIA. En septembre 2010, il est détaché pour coordonner la faculté d'ingénierie de l'université française d'Égypte au Caire, dont il occupe la vice-présidence de 2012 à 2015.
Il fonde et dirige depuis 2016 l'Esprit School of Business qui propose des formations au croisement du management et du  numérique.
Membre des comités de rédaction et/ou de lecture de plusieurs revues scientifiques internationales, il a rédigé une quarantaine d'articles scientifiques publiés dans des revues internationales à comité de lecture, mais aussi des articles de vulgarisation, notamment sur les enjeux du développement scientifique, le rôle de la recherche dans le développement et la place des mathématiques. 19 thèses de doctorat ont été soutenues sous sa direction en septembre 2010.

## Distinction
- Chevalier dans l'ordre des Palmes académiques en juin 2013[3]

## Publications
- (en) Tarek Bannour, Amel Ben Abda et Mohamed Jaoua, « A semi-explicit algorithm for the reconstruction of 3D planar cracks », Inverse Problems (en), vol. 13, no 4,‎ 1997, p. 899 (ISSN 0266-5611).
- (en) Slim Chaabane et Mohamed Jaoua, « Identification of Robin coefficients by the means of boundary measurements », Inverse Problems (en), vol. 15, no 6,‎ 1999, p. 1425 (ISSN 0266-5611).
- (en) Lamia Jaafar Belaid, Mohamed Jaoua, Mohamed Masmoudi et Lassaad Siala, « Application of the topological gradient to image restoration and edge detection », Engineering Analysis with Boundary Elements, vol. 32, no 11,‎ 2008, p. 891-899.
- (en) Mohamed Jaoua, Juliette Leblond, Moncef Mahjoub et Jonathan Partington, « Robust numerical algorithms based on analytic approximation for the solution of inverse problems in annular domains », IMA Journal of Applied Mathematics (en), vol. 74, no 4,‎ 2008, p. 481-506.